# Heterophleps clityogramma
Heterophleps clityogramma là một loài bướm đêm trong họ Geometridae.